# Prats-de-Carlux
Prats-de-Carlux (okzitanisch: Prats de Carluç) ist eine französische Gemeinde mit 487 Einwohnern (Stand: 1. Januar 2022) im Département Dordogne in der Region Nouvelle-Aquitaine (vor 2016 Aquitaine). Sie gehört zum Arrondissement Sarlat-la-Canéda und zum Kanton Terrasson-Lavilledieu.

## Geografie
Prats-de-Carlux liegt etwa 58 Kilometer ostsüdöstlich von Périgueux. An der westlichen Gemeindegrenze verläuft das Flüsschen Enéa.
Nachbargemeinden sind Sainte-Nathalène im Nordwesten und Norden, Simeyrols im Nordosten, Carlux im Osten, Calviac-en-Périgord im Süden sowie Saint-Vincent-le-Paluel im Südwesten und Westen.

## Bevölkerungsentwicklung
| Jahr                       | 1962 | 1968 | 1975 | 1982 | 1990 | 1999 | 2006 | 2019 |
| -------------------------- | ---- | ---- | ---- | ---- | ---- | ---- | ---- | ---- |
| Einwohner                  | 356  | 354  | 323  | 437  | 420  | 420  | 505  | 529  |
| Quellen: Cassini und INSEE |      |      |      |      |      |      |      |      |

## Sehenswürdigkeiten
- Kirche Saint-Sylvestre
- Schloss Sirey aus dem 15/16. Jahrhundert, seit 1948 Monument historique

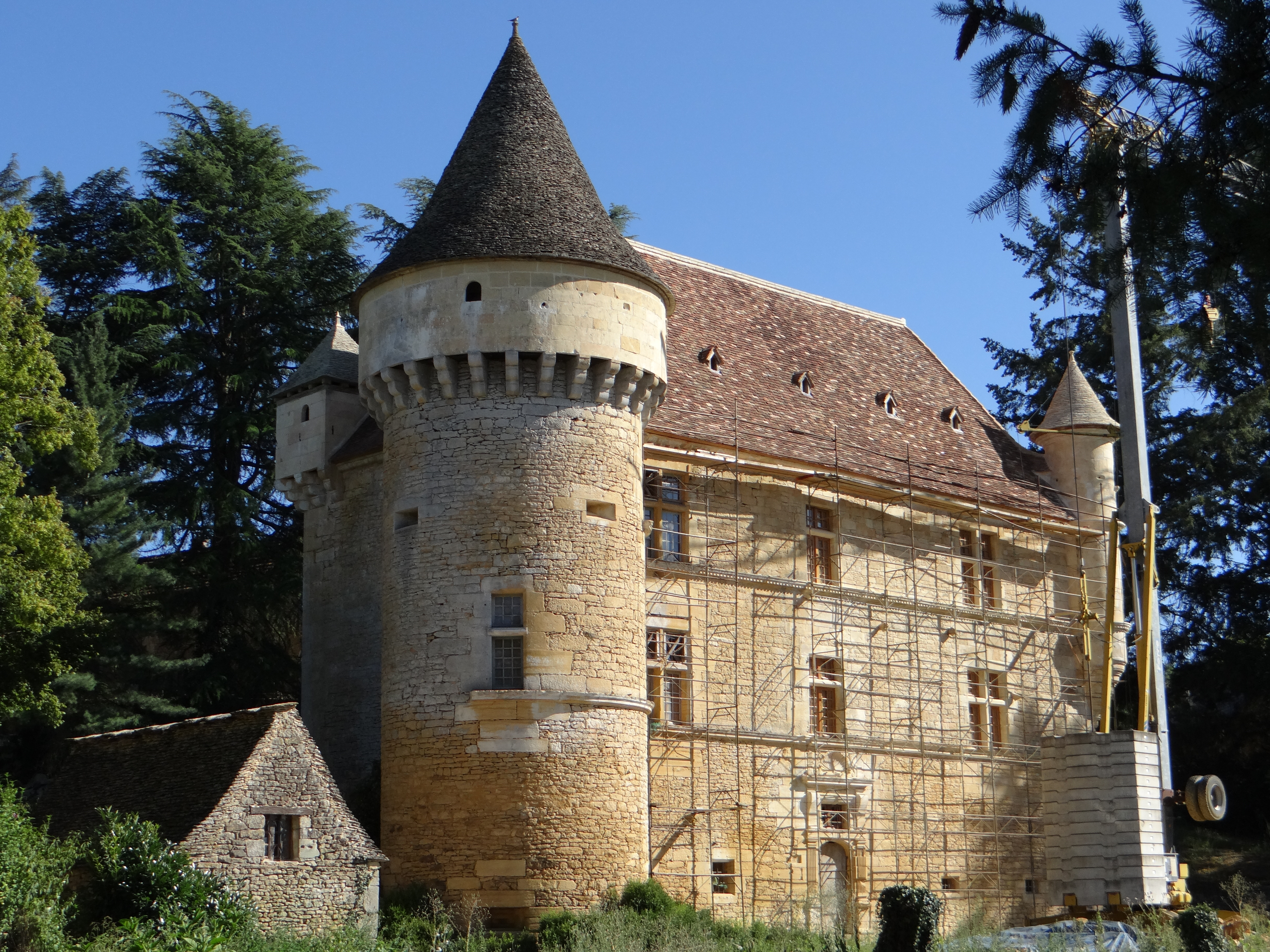
Schloss Sirey